# D’Artagnan (1969)
D’Artagnan ist eine französische Miniserie in vier Teilen à 90 Minuten von Claude Barma. In der Titelrolle spielt Dominique Paturel den D’Artagnan. In weiteren Rollen sind unter anderem Antonella Lualdi als Milady, Paloma Matta als Constance und Eleonora Rossi-Drago als Anna von Österreich zu sehen. Die deutsche Erstausstrahlung begann am 14. Februar 1970 in der ARD.

## Handlung
Die Serie behandelt die Abenteuer der Musketiere aus der Feder Alexandre Dumas’, D’Artagnan, Athos, Portos und Aramis. Im ersten Teil befreunden sich die Männer und retten die Königin Anna vor einem großen Skandal. Der schöne Gascogner D’Artagnan verliebt sich dabei in Constance Bonaxieux, die hübsche Vertraute der Königin. Doch die schöne und skrupellose Milady de Winter, der die Musketiere einen Strich durch die Rechnung gemacht haben, wird sich rächen. Im zweiten Teil ermordet Milady D’Artagnans Geliebte Constance, doch die Musketiere ihrerseits töten nun Milady. Im dritten Teil tritt Miladys Sohn Mordaunt auf den Plan, um seine Mutter zu rächen. Im vierten Teil wird auch die Freundschaft der Musketiere auf die Probe gestellt.

## Anmerkung
Die Fernsehserie, in der bekannte Filmstars jener Zeit wie Dominique Paturel (als D’Artagnan), Antonella Lualdi (als Milady) und Eleonora Rossi-Drago (als Anna von Österreich) spielen, ist die erste, komplett filmische Adaption der Musketier-Romane von Alexandre Dumas. Neben den beiden Romanen Die drei Musketiere und Die vier Musketiere werden auch Die eiserne Maske und Le Vicomte de Bragelonne behandelt.
Die beiden Schauspieler François Chaumette (Athos) und Paloma Matta (Constance) waren im echten Leben miteinander verheiratet.
Die Episoden der deutschen Erstausstrahlung hießen:
- Die Diamantenspangen
- Mylady
- Der Rächer
- Die eiserne Maske